# 馬のダンス
馬のダンス（うまのダンス）
仏:Danse du cheval fouとは民謡の一つである。フランスのプロヴァンス地方の民謡であるといわれている。
ジョルジュ・ビゼーの劇付随音楽『アルルの女』に含まれる舞曲「ファランドール」にこの民謡に基づくメロディーがある。